# Karl Harrer
Karl Harrer (Beilngries, 8 ottobre 1890 – Monaco di Baviera, 5 settembre 1926) è stato un giornalista e politico tedesco.

## Biografia
Fu uno dei membri fondatori del Deutsche Arbeiterpartei (o DAP) nel 1919, partito che in seguito cambiò il proprio nome in Nationalsozialistische Deutsche Arbeiterpartei (NSDAP).
Membro dell'organizzazione di estrema destra Società Thule, a lui è attribuita la creazione del Politischer Arbeiterzirkel ("Unione dei lavoratori politici"), insieme con Anton Drexler nell'ottobre del 1918. Il 5 gennaio 1919 questo movimento assunse il nome di DAP, di cui furono membri, oltre agli stessi Harrer e Drexler, anche Gottfried Feder e Dietrich Eckart.
Harrer divenne il primo segretario di partito (con il titolo di Reichsvorsitzender); tuttavia, nelle sue intenzioni, il DAP doveva continuare l'attività segreta simile a quella svolta dalla Società Thule, visione che non era condivisa da Adolf Hitler, che era da poco entrato nel partito. Alla fine del 1919 la loro disputa si trasformò in un vero e proprio scontro; Harrer accusò apertamente Hitler di megalomania. Messo in minoranza, Harrer lasciò il partito nel febbraio 1920 e morì nel 1926 a Monaco di Baviera, un mese prima del suo trentaseiesimo compleanno.